# 工楽松右衛門
工楽 松右衛門（くらく まつえもん、寛保3年（1743年） - 文化9年8月21日（1812年9月26日））は、日本の江戸時代における発明家、実業家。
現在の兵庫県高砂市に生まれ、兵庫（現在の神戸市兵庫区）で廻船業を経営するかたわら、帆布（松右衛門帆）を発明し、築港工事法を考案して、択捉島の埠頭や箱館のドックを築造した。これらの業績によって、日本の海運を支えた。高砂神社に松右衛門の銅像が建てられている。

## 年譜
- 1743年（寛保3年） - 播州高砂（現在の兵庫県高砂市高砂町東宮町）の漁師の長男として生まれる[2]。
- 1758年（宝暦8年） - この頃兵庫に出て、佐比絵町にある「御影屋」という船主のもとで船乗りになる[2]。その後、兵庫の廻船問屋北風荘右衛門に知己を得て、その斡旋で佐比絵町に店を構え、船持ち船頭として独立。
- 1785年(天明5年） - 木綿を使った厚手で大幅な新型帆布の織り上げに成功[2]。「松右衛門帆」として全国に普及。
- 1790年（寛政2年） - 江戸幕府より択捉島に船着場を建設することを命じられ着手する[2]。
- 1791年（寛政3年） - この年の夏、択捉島の埠頭が竣工。
- 1802年（享和2年） - 幕府から功績を賞され、「工楽」の姓を与えられる[2]。
- 1804年（文化元年） - 箱館にドックを築造。その後、択捉開発や蝦夷地交易に使った函館の地所を、高田屋嘉兵衛に譲る[2]。
- 1812年（文化9年） - 死去。墓所は高砂市高砂町の十輪寺にある。神戸市兵庫区の八王寺に顕彰碑があるが、なぜか苦楽松右衛門と彫られている。

## 生涯
松右衛門は幼い頃から家業の漁労に従事していた。幼少から創意工夫が得意であったと伝えられる。若くして帆船の操縦などを習得し、多くの航海経験を重ねた。
船乗りとして一人前になった松右衛門は、当時の帆の帆布が丈夫でなかった（むしろで作ったものや、綿布を2枚から3枚重ねてつなぎ縫いをしたものが主流だった）ことに不満を感じ、帆布改良の研究に着手する。やがて、播州の特産である太い木綿糸を用いて、厚く巨大な平織りの丈夫な帆布の開発に成功した。42歳（数え43歳）のときであった。「松右衛門帆」と名付けられた新型帆布はすぐに全国に普及し、北前船をはじめとする大型和船の航海術は飛躍的に向上した。
1812年刊の造船技術書「今西氏家舶縄墨記　坤」によれば「松右衛門帆と言うは、太糸を縦横二た筋づつに織りたる帆なり」と紹介されており、縦横2本引き揃えた独特の織組織であることが解る。
1790年（寛政2年）2月、松右衛門は、幕府より択捉島での埠頭建設の命令を受け、同年5月に準備を整え出航する。ロシア帝国の南下政策から領土保全をはかる目的であった。厳寒での危険な作業を経て、1791年（寛政3年）10月に埠頭建設が竣工した。高田屋嘉兵衛の航路の寄港地となる。
松右衛門は上記の業績から、1802年（享和2年）に幕府より「工事を楽しむ」「工夫を楽しむ」という意味の「工楽」の姓をたまわった。
65歳のころ、故郷の高砂に戻る。箱館でのドック建設、石鈴船・石救捲き上げ装置の発明、防波堤工事などを手がける。1812年（文化9年）に、70歳で死去。高砂神社の境内に顕彰のための銅像が建つ。この銅像は1880年（明治13年）に、明治天皇が神戸巡行の際、松右衛門の功績を称えられ、1915年（大正4年）の大正天皇の即位の礼の時に従五位に叙せられたため、それを記念して同年に建立されたが、大東亜戦争で供出して姿を消してしまった。戦後、帆布業界などの浄財により1966年（昭和41年）に元の位置に復元された。

## エピソード
- 松右衛門は自らの信念を次のように言い残したとされる（大蔵永常『農具便利論』に紹介されている）。

「人として天下の益ならん事を計らず、碌碌（ろくろく）として一生を過ごさんは禽獣（きんじゅう）にも劣るべし」（＝人として世の中の役立つことをせずに、ただ一生を漠然と送るのは鳥や獣に劣る）
- 新巻鮭（荒巻鮭）を考案したと伝えられる[要出典]。